# 加納由理
加納 由理（かのう ゆり、1978年10月27日 - ）は、日本の女子陸上競技選手。
専門種目は長距離走（5,000m・10,000m）、ハーフマラソンおよびマラソン。身長152 cm、 体重40 kg。

## 経歴
兵庫県高砂市出身。私立須磨女子高等学校を経て立命館大学経済学部卒業後、2001年に資生堂入社。資生堂ランニングクラブの一員となった。

### 資生堂時代
資生堂では主にトラック、駅伝を中心に活動。2005年の横浜国際女子駅伝では、日本代表チームの一員として最長区間の2区 (10.0 km) を走り、区間賞（区間新記録）で優勝に貢献した。翌年12月の全日本実業団女子駅伝でも、最長区間の5区 (11.6 km) を走り、資生堂を初優勝に導いている。
2007年は加納の大きな転機となった。1月、自身初のフルマラソンとなる大阪国際女子マラソンに出場し、原裕美子・小崎まりに続く3位に入賞した。2007年世界陸上大阪大会女子マラソン代表の有力候補であったが、最終的に代表補欠に留まった。4月、路線対立がきっかけで川越学が資生堂を辞めセカンドウィンドAC（SWAC）を設立すると、加納もこれに従った。

### セカンドウィンドAC時代

#### 2007年
2007年9月、北海道マラソンに出場。レース中盤辺りから独走となり、フルマラソン初優勝を果たした。気温30℃を超す猛暑の影響もあってか、ゴール後は軽い熱中症により優勝インタビューができず、医務室へ運ばれた。

#### 2008年
2008年は北京オリンピック出場を目指しての挑戦と挫折の連続であった。1月、北京五輪の選考レースとなった大阪国際女子マラソンに2年連続出場したが、17 km過ぎで踵の故障悪化により途中棄権となった。
その後足底筋膜炎と判明するも、順調に回復し、大阪マラソンから42日後の3月、北京五輪の最終選考会である名古屋国際女子マラソンに出場。終盤まで先頭争いを演じる健闘を見せたが、あと一歩及ばず、中村友梨香、尾崎好美に次ぐ3位だった。なお好美はSWACのチームメイトだった尾崎朱美の妹である。
6月の札幌国際ハーフマラソンではハーフマラソンの自己新記録を達成、優勝を果たした。11月、最後の開催となった第30回東京国際女子マラソンに出場するも、優勝した尾崎好美に終盤の38 km手前でかわされる。その後先頭を走っていた渋井陽子を追い抜き自己ベストを16秒更新したが、2位に留まった。

#### 2009年
2009年2月、特別招待選手として泉州国際市民マラソンへ出場したが、30 km付近で途中棄権。それからわずか1週間後、最後の開催となった横浜国際女子駅伝では日本代表で2区を走り、区間賞獲得。その結果、日本チームは優勝を果たし、有終の美を飾った。
3月、日本陸上競技連盟理事会において、前年の東京国際女子マラソンの成績により、2009年世界陸上ベルリン大会女子マラソン代表に初めて選出された。4月、ロンドンマラソンに出走するも、日本女子では森本友に続いて2番目、女子全体で11位に終わった。
8月、世界陸上ベルリン大会女子マラソンでは、優勝した白雪や2位の尾崎好美らが30 km過ぎから仕掛けたスパートにはついていけなかったものの、レース終盤も粘り続けた結果7位入賞を果たす。なお団体戦では日本代表で銀メダルを獲得した。11月、ニューヨークシティマラソンに出走したが、6Km付近で他選手と転倒に巻き込まれるアクシデントが響き、9位に終わった。

#### 2010年
2010年3月、名古屋国際女子マラソンに出場。20度近い高温のためスローペースとなる中、31Km過ぎの登り坂で自らスパートすると、その後独走となる。その結果、2時間27分台のゴールタイムながらも、北海道マラソン以来2年半ぶり2回目のフルマラソン優勝を成し遂げた。この名古屋の優勝が評価され、2010年11月に中華人民共和国・広州市で開催されるアジア競技大会女子マラソン日本代表選手に、同チームメイトの嶋原清子と共に選出された。
7月の札幌国際ハーフマラソンでは気温29度という暑さの中、2年ぶり2回目の優勝を達成。しかし、期待された11月の広州アジア競技大会女子マラソンは、体調不良の影響により、18Km付近で優勝した周春秀（中国）らの先頭集団から脱落。その後は嶋原清子らにも追い抜かれて7位に留まった。

#### 2011年
2011年3月、名古屋国際女子マラソンに2連覇を目指して出場予定だったが、本番2日前に発生した東北地方太平洋沖地震（東日本大震災）の影響で同マラソン大会が中止となる。その後も同年4月開催の海外レースへのエントリーはせず、同年8月の2011年世界陸上大邱大会女子マラソン代表入りを断念した。

### 資生堂復帰
2011年8月31日、SWACを退部。その後同年10月1日付で、4年半ぶりに資生堂ランニングクラブへ復帰する事となった。
2012年のロンドンオリンピック女子マラソン代表選出を目指し、当初は2011年11月の横浜国際女子マラソン、又は2012年1月の大阪国際女子マラソンにエントリー予定だったが、共に足の疲労骨折など故障が回復せず欠場。国内選考会では最後となる2012年3月の名古屋ウィメンズマラソンに強行出場したが、レース序盤の5Km付近で先頭集団についていけず、殆ど優勝争いに加われないまま27位に終わった。同年9月のベルリンマラソンに再起を賭けてスタートラインについたが、結局途中棄権だった。

### 現役引退
2014年5月12日、所属する資生堂を通じて引退を発表し、同月末には同ランニングクラブ退部し資生堂を退社した。
引退後の現在は一般市民ランナーとしてレース出場、ほかマラソン関係のイベント・講演に出演などで活動中。
2017年6月、サロマ湖100キロウルトラマラソンで優勝した。

## 戦績
- 1998年　日本学生対抗選手権 10,000 m 第2位
- 1999年　日本学生対抗選手権 10,000 m 優勝
- 1999年　日本学生種目別選手権 5,000 m 優勝
- 1999年　ユニバーシアード 10,000 m 第2位
- 2000年　全日本学生選手権 10,000 m 優勝
- 2000年9月　日本選手権 10,000 m 第8位
- 2004年9月　全日本実業団対抗陸上 10,000 m 第3位
- 2007年1月　大阪国際女子マラソン 2時間24分43秒 第3位
- 2007年9月　北海道マラソン 2時間30分43秒 優勝
- 2008年1月　大阪国際女子マラソン 途中棄権
- 2008年3月　名古屋国際女子マラソン 2時間26分39秒 第3位
- 2008年6月　札幌国際ハーフマラソン 1時間08分57秒 優勝（自己記録）
- 2008年11月　東京国際女子マラソン 2時間24分27秒 第2位（自己記録）
- 2009年2月　香川丸亀国際ハーフマラソン 1時間09分22秒 第2位
- 2009年2月　泉州国際市民マラソン 途中棄権
- 2009年4月　ロンドンマラソン 2時間28分44秒 第11位
- 2009年8月　ベルリン世界陸上女子マラソン 2時間26分57秒 第7位
- 2009年11月　ニューヨークシティマラソン 2時間39分05秒 第9位
- 2009年12月　香港東アジア競技大会ハーフマラソン 1時間12分03秒 第2位
- 2010年3月　名古屋国際女子マラソン 2時間27分11秒 優勝
- 2010年7月　札幌国際ハーフマラソン 1時間11分47秒 優勝
- 2010年11月　広州アジア競技大会女子マラソン 2時間36分40秒 第7位
- 2011年3月　ニューヨークシティハーフマラソン 1時間14分59秒 第21位
- 2012年3月　名古屋ウィメンズマラソン 2時間36分37秒 第27位
- 2012年9月　ベルリンマラソン 途中棄権
- 2014年1月　2014大阪ハーフマラソン 1時間16分12秒 第4位
- 2016年2月　東京マラソン  2時間39分37秒  女子15位
- 2017年2月　東京マラソン  2時間45分9秒 女子25位
- 2017年6月　サロマ湖100キロウルトラマラソン  7時間37分21秒 女子優勝
- 2018年2月　東京マラソン  2時間50分20秒 女子38位
- 2018年4月　パリマラソン 2時間54分53秒

## 脚註
1. ↑  加納 セカンドウィンドAC退部…新環境で五輪を目指す スポーツニッポン 2010年8月29日閲覧
2. ↑  加納、資生堂に復帰 五輪目指す／マラソン サンケイスポーツ 2010年9月21日閲覧
3. ↑  速報：加納由理サロマ湖100kmウルトラマラソン優勝しました。加納由理オフィシャルサイト（2017年6月25日）2022年12月10日閲覧。